# Jesús (Tortosa)
Jesús es una localidad de la comarca del Bajo Ebro, en la provincia de Tarragona, en la comunidad autónoma de Cataluña, España. Es una entidad municipal descentralizada perteneciente al municipio de Tortosa.
La localidad está contigua al municipio de Roquetas, en el margen derecho del Ebro, y la atraviesa por el este el canal de la Derecha del Ebro.

## Patrimonio histórico

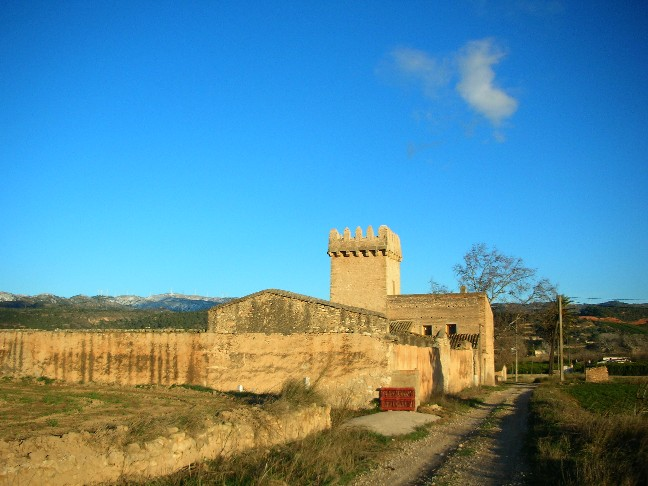
Torre del Prior.

El núcleo surgió alrededor de un convento de franciscanos que fue fundado en 1429, llamado el convento de Jesús (de donde deriva el nombre del pueblo). La iglesia del convento, que fue reedificada en la segunda mitad del siglo XVIII, es la actual iglesia parroquial de San Francisco, de estructura barroca y ornamentación rococó en las bóvedas de las tres naves y la cúpula central.
Junto a la carretera autonómica C-12, cerca del término de Aldover, está la torre del cordero, que parece que existía ya en época ibérica. La construcción actual, de planta cuadrada, no conserva las almenas y la puerta es de medio punto, adintelada.
Cerca de Jesús, está la torre del Prior: un conjunto de edificaciones con una torre medieval cuadrada reforzada en la parte superior por matacanes almenados.
Una institución muy importante de Jesús es el Hospital de la Santa Cruz, antigua Casa de Misericordia fundada por orden real en 1796. Actualmente acoge una de los mejores hogares de ancianos de Cataluña.
Existe, también, la Casa Madre de las Hermanas de Nuestra Señora de la Consolación, creadas en 1858, donde destaca la capilla neo-románica, decorada con pinturas de Josep Artigas. En su interior se encuentran los restos de Santa María Rosa Molas, fundadora de esta congregación.
Finalmente, el convento de las Carmelitas Descalzas, fundado en 1877, con una iglesia de estilo neomedieval.
En la plaza de la Inmaculada está la pérgola, de construcción reciente, que forma parte del proyecto de rehabilitación del antiguo colegio de la Inmaculada, convertido ahora en la sede de las oficinas de la localidad.

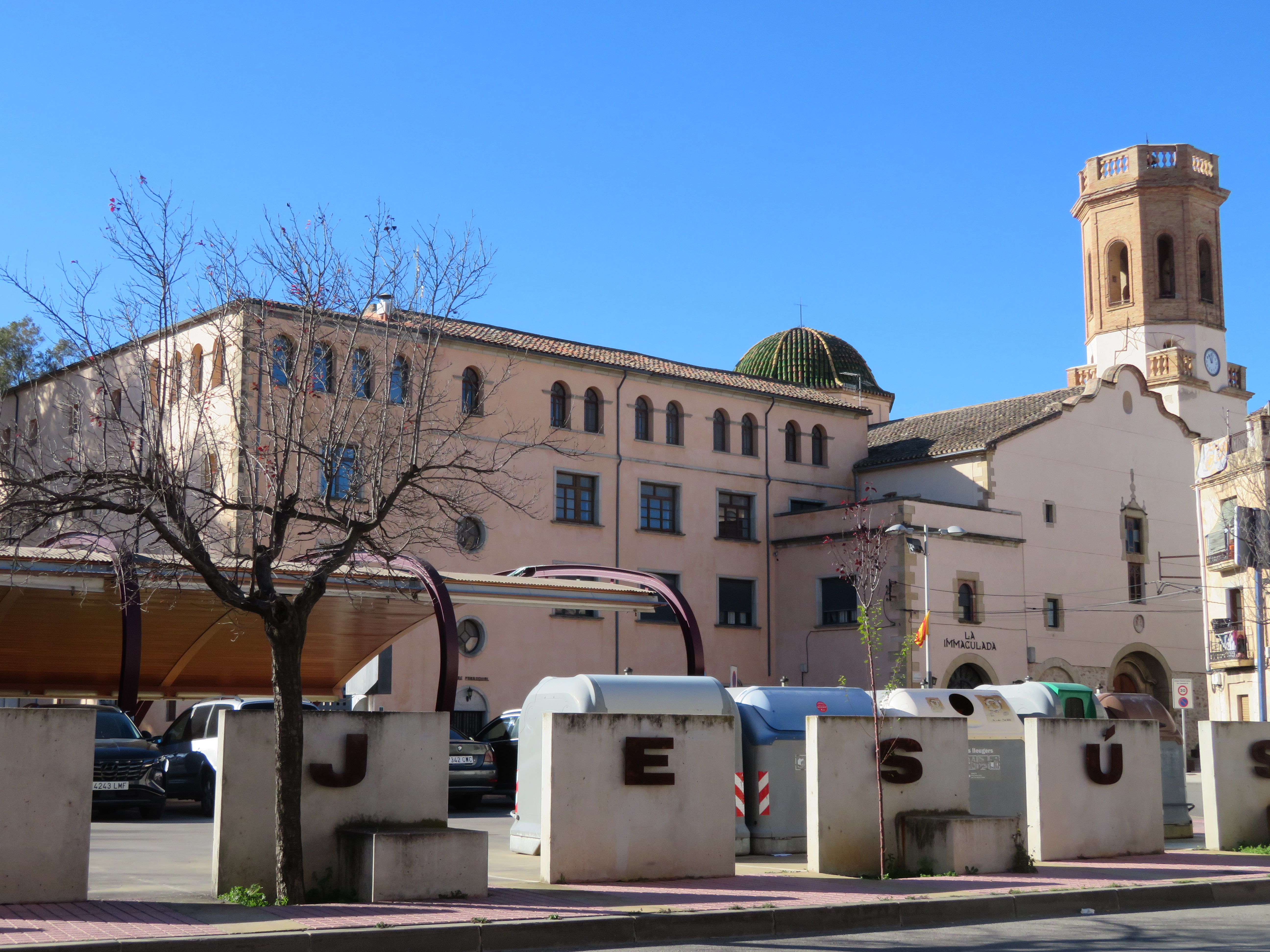
Jesús localidad de la comarca del Baix Ebre

## Demografía
| 3,383                      | 3,383 | 3,496 | 3,577 | 3,513 | 3,594 | 3,773 | 3,785 |
| (Fuente: [cita requerida]) |       |       |       |       |       |       |       |

## Equipamientos
- Hospital de la Santa Cruz

| - Instituto-escuela «Daniel Mangrané». - Colegio de Educación Especial «Sant Jordi» - Biblioteca | - Campo de futbol - Piscinas y pabellón deportivo - Laboratorio Comarcal | - Consultorio médico local, escuela de música y mercado (edificio polivalente) - Tanatorio municipal - Cementerio |